# Qualcuno con cui correre (romanzo)
Qualcuno con cui correre è un romanzo di David Grossman pubblicato nel 2000.
Racconta della storia di una ragazza, Tamar, il destino della quale verrà legato a quello di un giovane sconosciuto, Assaf. La storia tratta i temi della droga, della  riabilitazione, dell'amicizia, dell'amore giovanile e il supporto fraterno tra Tamar e suo fratello Shay.

## Trama
Assaf, un ragazzo di sedici anni impacciato e con poca autostima, lavora durante l'estate nel municipio di Gerusalemme, e un giorno gli viene assegnato il compito, dal vice direttore del reparto di igiene del municipio di nome Danok, di trovare il padrone di un cane femmina di nome Dinka, per consegnargli una multa da pagare per averlo abbandonato. Assaf si affezionerà alla cagna, che lo porterà a conoscere prima una vecchia suora di clausura, Theodora, poi una donna proprietaria di un ristorante, Leah, dei ragazzi drogati e altre persone, tutte aventi in comune l'amicizia con la padrona di Dinka: Tamar, le cui vicende sono raccontate a capitoli alterni ma di un mese precedenti a quelle di Assaf. Tamar è impegnata nella ricerca del fratello Shay, che è finito nel giro della droga e ora è alle "dipendenze" di Pessah, un uomo che sfrutta ragazzi aventi qualsiasi talento (quello di Shay di suonare, in seguito anche quello di cantare di Tamar) per farli lavorare in strada e utilizzare i loro guadagni, dandogli in cambio vitto e alloggio, ma soprattutto una fornitura costante di droga, che fa sì che i ragazzi non possano andarsene dalla casa di Pessah. Tamar ha progettato un particolare piano con mesi di anticipo, pensando a come scappare di casa per un mese, a come farsi reclutare da Pessah e diventare a sua volta un'artista di strada (sfruttando il suo incredibile talento), per ritrovare il fratello, scappare con lui e poi disintossicarlo, affrontando anche il difficile periodo della crisi d'astinenza. Il romanzo procede con la vicenda di Tamar e la ricerca di questa da parte di Assaf. Il ragazzo scoprirà di avere molto in comune con la proprietaria di Dinka, e alla fine i due si incontreranno proprio mentre Tamar sta cercando di far disintossicare il fratello. La loro fuga e il relativo tentativo sono disperati e pericolosi, in quanto prima Tamar e Shay e poi anche Assaf verranno inseguiti dagli scagnozzi di Pessah, che non vuole perdere il miglior chitarrista che gli sia mai capitato. Alla fine, il migliore amico di Assaf nonché ex fidanzato di sua sorella farà catturare Pessah e i suoi uomini, e Shay potrà tornare a casa cercando di riappacificarsi con i genitori, mentre tra Assaf e Tamar si instaurerà un rapporto d'amicizia e amore, basato sulla scoperta reciproca e l'amicizia ed il rispetto vero.
..

## Edizioni
- Qualcuno con cui correre, traduzione di A. Shomroni, Milano, Mondadori, settembre 2001.
- Qualcuno con cui correre , traduzione di A. Shomromi, Milano, Mondadori, aprile 2022

## Opere derivate
Nel 2006 è stato tratto un film omonimo dal romanzo, diretto da Omar Davidoff, e con Bar Belfer.